# Ne szórakozz Zohannal!
A Ne szórakozz Zohannal! (eredeti cím: You Don't Mess with the Zohan) 2008-ban bemutatott amerikai filmvígjáték, melyet Adam Sandler, Robert Smigel és Judd Apatow forgatókönyve alapján Dennis Dugan rendezett. A főbb szerepekben Adam Sandler, John Turturro, Emmanuelle Chriqui, Nick Swardson, Lainie Kazan és Rob Schneider látható.

## Cselekmény
Zohan Dvir (Adam Sandler) izraeli kommandósként éli mindennapjait. Ám senki sem sejti, hogy elégedetlen az életével. Egyik nap az a feladata, hogy megölje Fantomot (John Turturro). De mégsem végez a célszeméllyel, hanem ügyesen megrendezi a saját halálát, majd felszáll egy repülőgépre, hogy Amerikába menjen fodrásznak. Miután az egyik fodrászüzletből kitanácsolják, megmenti Michaelt (Nick Swardson), egy biciklist, aki balesetet szenvedett. Zohan találkozik régi barátjával és nagy rajongójával, Oorival (Ido Mosseri). Oori megmutatja neki a munkahelyét, de Zohant nem érdekli. Beszélgetésük végén Oori elmondja neki, hogy emellett van egy fodrászat. Zohan azonnal bemegy a fodrászatba, hogy munkát vállaljon. Megismerkedik főnökével, Daliával (Emmanuelle Chriqui), akinek első látásra nem szimpatikus Zohan, és csak takarítónak állítja be őt.
Pár nappal később a fodrászüzletben az egyik alkalmazott felmond, csak Zohan és Claude (Alec Mapa) maradt, akik tudnának hajat nyírni. Az egyik várakozó idős hölgy azt akarja, Zohan nyírja le a haját, de Dalia elutasítja. Zohan nem adja fel, és azt állítja, hogy nem fogja megbánni. Miután lenyírta a nő haját, nagyon tetszett neki. Ezután bezárkózott vele a szobába, és szexuális kapcsolatot létesített vele. Zohan tettei miatt népszerű lesz a fodrászüzlet, és sok idős nőnek vágja le a haját, a szexuális kapcsolat létesítésig. Eközben Salim (Rob Schneider) taxisofőr észreveszi Zohant a fodrászüzletben, akire régóta emlékezett, hogy megdobta a papucsával, és leköpte Zohant. Zohan emiatt ellopta a kecskéjét, ami minden állathangot tud utánozni (Salim szerint). Salim ezek után úgy dönt, hogy felkeresi a barátait, és elmondja nekik, hogy Zohan nem halt meg. Salim megkéri Nasi-t, hogy menjen be a fodrászüzletbe, és idézze fel Zohannak a papucsos történetet. Zohan nem emlékszik erre. A barátai rájönnek, hogy Dalia neki az igazi. Miután minden jóra fordul Zohan életében, Salim és régi ellenségei megkeresik Zohant, hogy megöljék.

## Szereplők
| Színész            | Szerep                     | Magyar hang     |
| ------------------ | -------------------------- | --------------- |
| Adam Sandler       | Zohan Dvir / Scrappy Coco  | Csőre Gábor     |
| Emmanuelle Chriqui | Dalia Hakbarah             | Ruttkay Laura   |
| Rob Schneider      | Salim, a taxisofőr         | Józsa Imre      |
| John Turturro      | Fatoush "Phantom" Hakbarah | Schnell Ádám    |
| Nick Swardson      | Michael                    | Fesztbaum Béla  |
| Lainie Kazan       | Gail                       | Győry Franciska |
| Ido Mosseri        | Oori                       | Rajkai Zoltán   |
| Daoud Heidami      | Nasi                       | Görög László    |
| Michael Buffer     | Walbridge                  | Mihályi Győző   |
| Dave Matthews      | James                      | Besenczi Árpád  |
| Shelley Berman     | Mr. Dvir, Zohan apja       | Kun Vilmos      |
| Dina Doronne       | Mrs. Dvir, Zohan anyja     | Halász Aranka   |
| Kevin Nealon       | Kevin                      | Rosta Sándor    |
| Sayed Badreya      | Haleem                     | Bezerédi Zoltán |
| Chris Rock         | Karibi taxisofőr           | Welker Gábor    |
| Alec Mapa          | Claude                     | Fekete Zoltán   |
| John Farley        | Tom                        | Beratin Gábor   |

### Cameoszereplők
| Színész       | Szerep               | Magyar hang    |
| ------------- | -------------------- | -------------- |
| Kevin James   | Önmaga (cameoszerep) | Holl Nándor    |
| Mariah Carey  | Önmaga               | Peller Anna    |
| Henry Winkler | Utas a limuzinban    | Rudas István   |
| Charlotte Rae | Mrs. Greenhouse      | Tóth Judit     |
| John McEnroe  | Önmaga               | Fazekas István |

## Házimozi-megjelenés
A Ne szórakozz Zohannal! című film 2008. október 7-én jelent meg kétlemezes vágatlan, egylemezes vágatlan, mozis változat, illetve BluRay kiadásban. 1,2 millió DVD-t adtak el, 25,1 millió dolláros bevételt termelve.